# Armañanzas
Armañanzas (en basque Armañantzas), est une ville et une municipalité dans la province de la Navarre ou Communauté Forale de Navarre dans le Nord de l'Espagne. Le nom de la ville en basque est Armañantzas.
Elle est située dans la zone non bascophone de la province. Le castillan est la seule langue officielle alors que le basque n’a pas de statut officiel. Le secrétaire de mairie est aussi celui de Lazagurria et Torres del Rio.

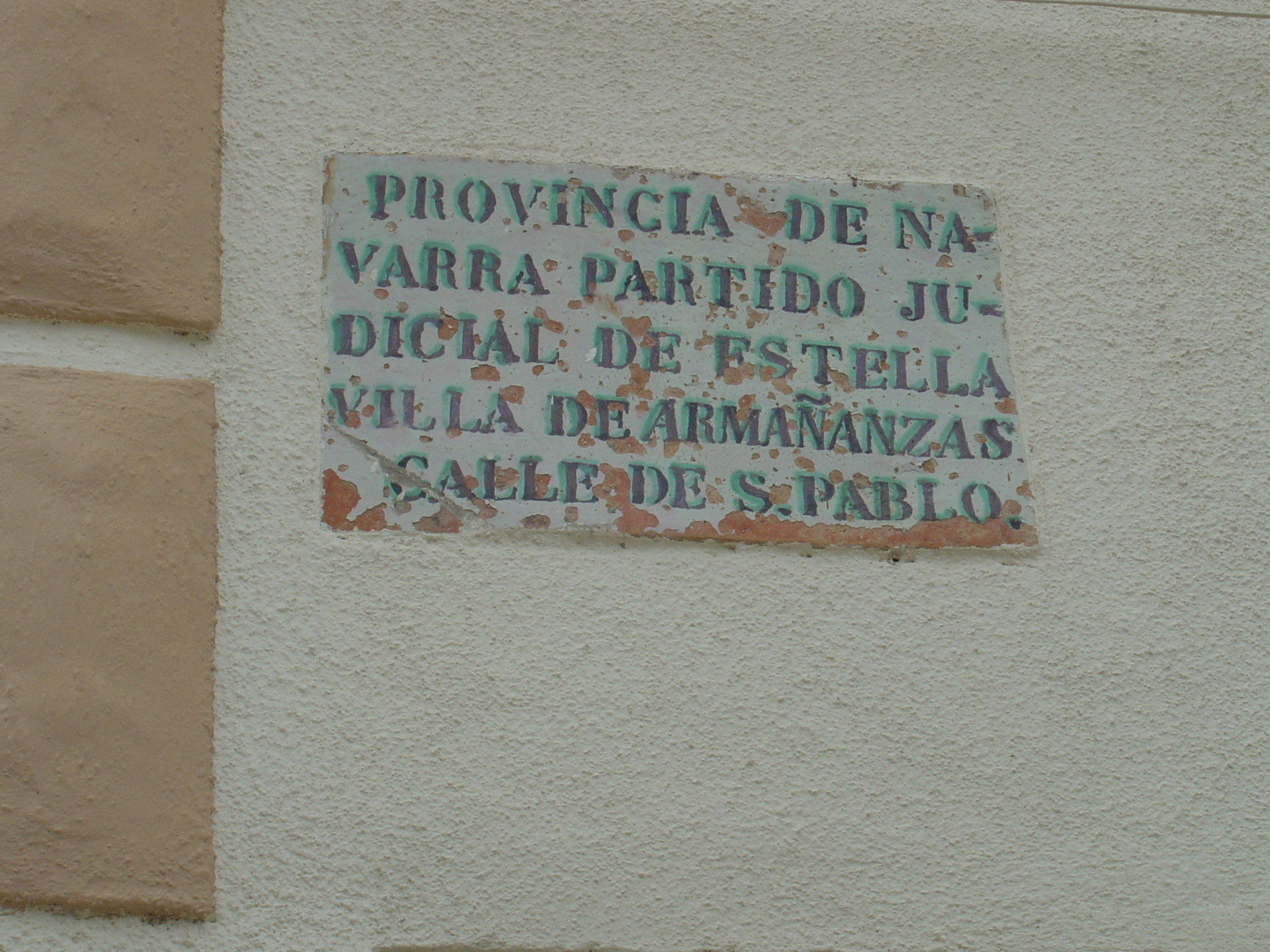

## Démographie
| Évolution démographique                                    | Évolution démographique | Évolution démographique | Évolution démographique | Évolution démographique | Évolution démographique | Évolution démographique | Évolution démographique | Évolution démographique | Évolution démographique | Évolution démographique |
| 1996                                                       | 1998                    | 1999                    | 2000                    | 2001                    | 2002                    | 2005                    | 2006                    | 2007                    | 2011                    | 2021                    |
| ---------------------------------------------------------- | ----------------------- | ----------------------- | ----------------------- | ----------------------- | ----------------------- | ----------------------- | ----------------------- | ----------------------- | ----------------------- | ----------------------- |
| 100                                                        | 97                      | 94                      | 91                      | 88                      | 86                      | 78                      | 74                      | 66                      | 59                      | 46                      |
| Sources: Armañanzas et instituto de estadística de navarra |                         |                         |                         |                         |                         |                         |                         |                         |                         |                         |

## Source
- (es) Cet article est partiellement ou en totalité issu de l’article de Wikipédia en espagnol intitulé « Armañanzas » (voir la liste des auteurs).